# Lasiosphaeriopsis supersparsa
Lasiosphaeriopsis supersparsa är en lavart som först beskrevs av Arnold ex Zopf, och fick sitt nu gällande namn av Triebel 1989. Lasiosphaeriopsis supersparsa ingår i släktet Lasiosphaeriopsis, ordningen Coronophorales, klassen Sordariomycetes, divisionen sporsäcksvampar och riket svampar.   Inga underarter finns listade i Catalogue of Life.